# Susanne Himmelheber
Susanne Mayer-Himmelheber (* 1946 als Susanne Himmelheber) ist eine deutsche Kunsthistorikerin und ehemalige Buchhändlerin.

## Leben und Wirken
Susanne Himmelhebers Eltern sind die Ethnologen Ulrike (1920–2015) und Hans Himmelheber (1908–2003). Ihr Halbbruder ist der Ethnologe Eberhard Fischer (* 1941). Ihr jüngerer Bruder Martin Himmelheber (* 1953) ist Journalist. Ihre Tochter Clara (* 1970) ist ebenfalls Ethnologin.
Susanne Mayer-Himmelheber promovierte 1984 in Kunstgeschichte mit einer Dissertation zum Thema Bischöfliche Kunstpolitik nach dem Tridentinum. Als Kunsthistorikerin arbeitete sie in Museen in Karlsruhe und Heidelberg und publizierte, meist begleitend zu Ausstellungen, über Carlo Borromeo, Karin Bruns, Wilhelm Fraenger, Frans Masereel und Alfred Mombert sowie über die Biedermeier-Zeit in Heidelberg.
Ab 1991 war sie Inhaberin eines ehemaligen Frauenbuchladens in Heidelberg, den sie in Buchhandlung Himmelheber umbenannte. Im Jahr 2010 wurde sie von dem Netzwerk BücherFrauen zur Bücherfrau des Jahres ernannt. Im Jahr 2012 verkaufte sie die Buchhandlung, die drei Jahre später geschlossen wurde.
Susanne Himmelheber ist Gründungsmitglied des Heidelberger Geschichtsvereins und bekleidete Ämter bei den Soroptimisten, dem Deutschen Frauenring sowie der Gemeinschaft der deutschen Künstlerinnen und Kunstfreundinnen.

## Publikationen (Auswahl)
- 1984: Bischöfliche Kunstpolitik nach dem Tridentinum. Der secunda-Roma-Anspruch Carlo Barromeos und die mailändischen Verordnungen zu Bau und Ausstattung von Kirchen. Herbert Utz Verlag. ISBN 978-3-88073-153-0
- 1940 mit Frans Masereel: Frans Masereel, Von Paris nach Avignon gezeichnetes Tagebuch einer Flucht; zur Ausstellung im Kurpfälzischen Museums der Stadt Heidelberg
- 1989, Bearbeitung und Vorwort: Karin Bruns: Aquarelle, Zeichnungen, Druckgrafik. Heidelberger Kunstverein. ISBN 978-3-926905-03-1
- 1989, Vorwort: Walter Böckh: Ausstellung in der Alten Universität Heidelberg vom 16.9.-8.10.1989. Heidelberger Kunstverein. ISBN 978-3-926905-05-5
- 1990, Vorwort: Walter Gillich: eine Retrospektive; zur Ausstellung des Heidelberger Kunstvereins und des Kurpfälzischen Museums. ISBN 978-3-926905-11-6
- 1993 mit Ursula Krauch: Mityas. Bilder 1984–1993.
- 1995 mit Barbara Böckmann: Musik in Heidelberg 1777–1885; zur Ausstellung des Kurpfälzischen Museums
- 1982: C. P. Clapeko – Zeichnungen: Didaktische Hinweise zur konkreten Kunst ; Ausstellung des Kurpfälzischen Museums vom 30. 4. 1982 bis 31. 5. 1982. Katalog des Kurpfälzischen Museums
- 1999 mit Carl-Ludwig Fuchs: Biedermeier in Heidelberg 1812–1853. Universitätsverlag Winter. ISBN 978-3-8253-0984-8
- 2006 mit Karl-Ludwig Hofmann: Friedrich Martinotto die Zeit in Heidelberg und in Oviga 1960–1973 . Kehrer. ISBN 978-3-936636-81-9
- 2017 mit Joachim Heintze, Wolfgang U. Eckart et al.: Universitätsmuseum Heidelberg. Begleitheft zur Ausstellung. Nachdruck der korrigierten und ergänzten Auflage von 2006. Hrsg. von Matthias Untermann. ISBN 978-3-946531-22-7

Als Herausgeberin:
- 1993: Alfred Mombert (1872–1942), Verlag Das Wunderhorn. ISBN 978-3-88423-086-2; zur Ausstellung des Deutsch-Amerikanischen Instituts in Zusammenarbeit mit der Stadt Heidelberg
- 2004 mit Kark L Hofmann und dem Kulturamt der Stadt Heidelberg: Neue Kunst, lebendige Wissenschaft : Wilhelm Fraenger und sein Heidelberger Kreis 1910 bis 1937. Kurpfälzischer Verlag. ISBN 978-3-924566-22-7; begleitend zur Ausstellung des Kulturamts der Stadt Heidelberg in Zusammenarbeit mit der Wilhelm-Fraenger-Stiftung und der Landesstiftung Baden-Württemberg im Heidelberger Kunstverein